# Mykyta Peterman
Mykyta Jevhenovyč Peterman (in ucraino Микита Євгенович Петерман?; Berdjans'k, 12 giugno 1999) è un calciatore ucraino, centrocampista del Biškek Siti.

## Carriera
Cresciuto nel settore giovanile dell'Illičivec', ha esordito in prima squadra il 10 agosto 2016 disputando l'incontro di Kubok Ukraïny vinto 0-1 contro il Sumy.

## Statistiche

### Presenze e reti nei club
Statistiche aggiornate al 19 settembre 2021.
| Stagione        | Squadra         | Campionato      | Campionato | Campionato | Coppe nazionali | Coppe nazionali | Coppe nazionali | Coppe continentali | Coppe continentali | Coppe continentali | Altre coppe | Altre coppe | Altre coppe | Totale | Totale |
| Stagione        | Squadra         | Comp            | Pres       | Reti       | Comp            | Pres            | Reti            | Comp               | Pres               | Reti               | Comp        | Pres        | Reti        | Pres   | Reti   |
| --------------- | --------------- | --------------- | ---------- | ---------- | --------------- | --------------- | --------------- | ------------------ | ------------------ | ------------------ | ----------- | ----------- | ----------- | ------ | ------ |
| 2016-2017       | Mariupol'       | 1L              | 0          | 0          | CU              | 1               | 0               |                    | -                  | -                  |             | -           | -           | 1      | 0      |
| 2017-2018       | Mariupol'       | PL              | 0          | 0          | CU              | 0               | 0               |                    | -                  | -                  |             | -           | -           | 0      | 0      |
| 2018-2019       | Mariupol'       | PL              | 1          | 0          | CU              | 0               | 0               |                    | -                  | -                  |             | -           | -           | 1      | 0      |
| 2019-2020       | Mariupol'       | PL              | 5          | 0          | CU              | 1               | 0               |                    | -                  | -                  |             | -           | -           | 6      | 0      |
| 2020-2021       | Mariupol'       | PL              | 14         | 0          | CU              | 2               | 1               |                    | -                  | -                  |             | -           | -           | 16     | 1      |
| 2021-2022       | Mariupol'       | PL              | 7          | 0          | CU              | 0               | 0               |                    | -                  | -                  |             | -           | -           | 7      | 0      |
| Totale carriera | Totale carriera | Totale carriera | 27         | 0          |                 | 4               | 1               |                    | -                  | -                  |             | -           | -           | 31     | 1      |

## Palmarès

### Club

#### Competizioni nazionali
- Perša Liha: 1

Illičivec': 2016-2017